# Иван Илиев (политик)
Вижте пояснителната страница за други личности с името Иван Илиев.
Иван Стоянов Илиев е български икономист, политик от БКП, заслужил деятел на науката и 9-и Ректор на УНСС (тогава Висш икономически институт „Карл Маркс“).

## Биография
Роден е на 24 януари 1925 г. в село Орешец, Видинска област. От 1944 г. е член на РМС, а през 1946 г. става член на БКП. Бил е инструктор и секретар на Околийския комитет на БКП в Белоградчик. През 1953 г. завършва финансово-икономически факултет в Ленинград.
В периода 1960 – 1977 г. е последователно заместник-ректор и ректор на ВИИ „Карл Маркс“. От 1968 г. е доктор на икономическите науки и професор по икономика. Избран е за член-кореспондент (1984) и академик на БАН.
От 1962 до 1966 г. е заместник-председател на Държавния комитет за наука и технически прогрес и заместник-председател на Държавния комитет за планиране. Между 1968 и 1970 е заместник-министър по труда и работната заплата. От 1971 г. е завеждащ отдел „Планово-икономически“ в ЦК на БКП. За известно време е в личния кабинет на лидера Тодор Живков, в който обикновено работи по стопански въпроси.
В периода 1973 – 1975 г. е заместник-председател на Министерския съвет, а по-късно – заместник-министър на народната просвета (1978 – 1985). Между 1985 и 1987 г. е председател на Държавната планова комисия и отново заместник-председател на Министерския съвет (1986).
От октомври 1983 г. акад. И. Илиев е главен икономически помощник на генералния секретар на БКП Тодор Живков. Бил е и съветник на министър-председателя Гриша Филипов.
От 1986 до 1990 г. е член на ЦК на БКП. Между 1988 и 1991 г. е член на Централната финансово-ревизионна комисия на БКП и научен секретар и заместник-председател на БАН. След 1991 г. излиза в пенсия. Награждаван е с орден „Георги Димитров“.